# Abu Dżadha Saghir
Abu Dżadha Saghir (arab. أبو جدحة صغير) – wieś w Syrii, w muhafazie Aleppo. W 2004 roku liczyła 422 mieszkańców.